# Massiv in Mensch

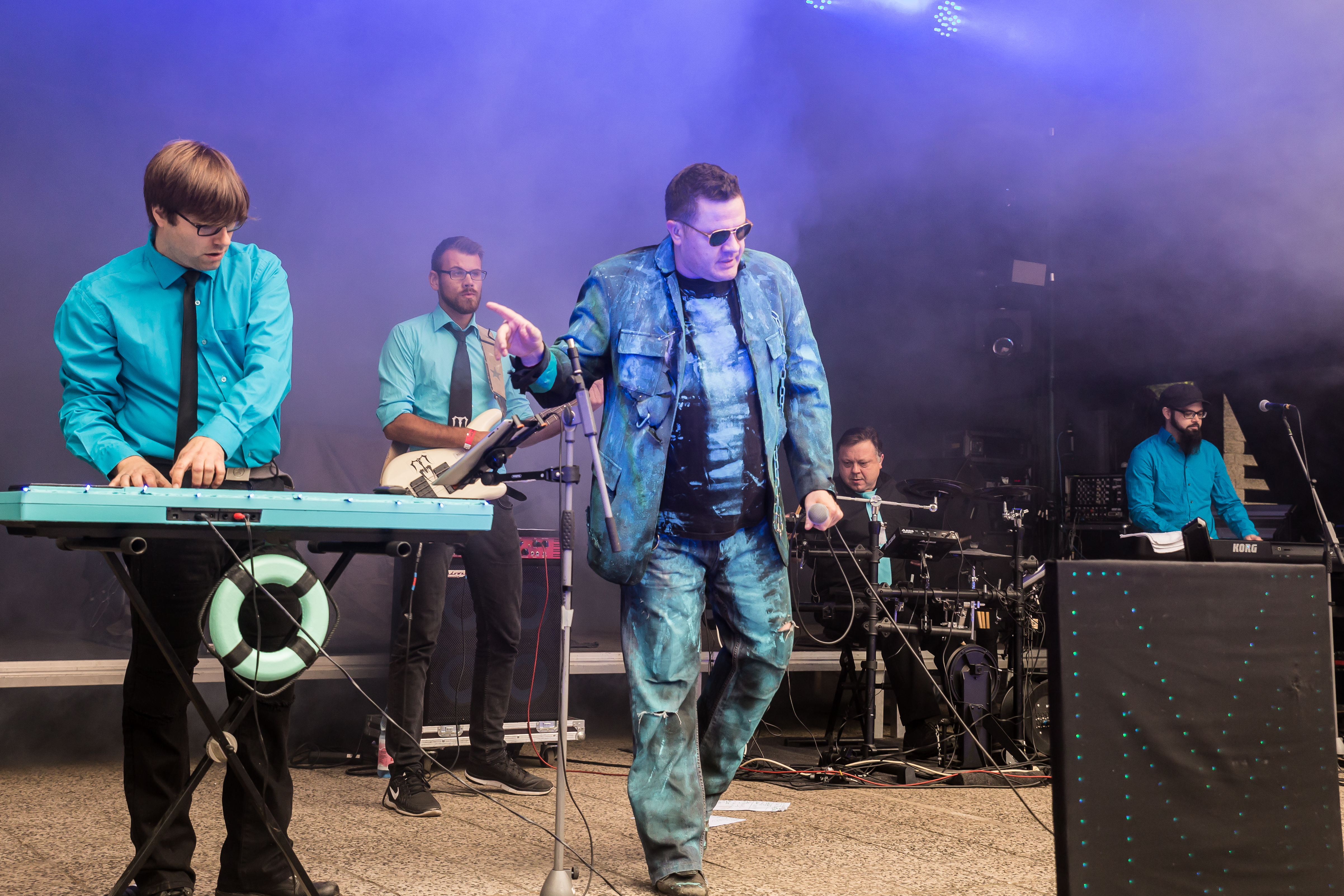
Massiv in Mensch beim NCN in Deutzen, 2017

Massiv in Mensch ist ein deutsches Future-Pop/Techno-Projekt aus Varel.

## Geschichte
Gegründet wurde Massiv in Mensch 1996 von Daniel Logemann und Mirco Osterthun. Noch zu Zeiten der im Eigenvertrieb erschienenen DJ Promo förderte der ehemalige Radio-ffn-Moderator Ecki Stieg die Band. Das Debüt Belastendes Material (2000) erschien bei Wire Productions, die Nachfolgealben alle beim kanadischen Label Artoffact Records, welche wiederum mit dem Deutschen Label Endless Records und dem Vertrieb Alive kooperierten. Alle Alben von Massiv in Mensch konnten sich in den Bullets der Deutschen Alternative Charts platzieren. Menschdefekt stieg zudem im Januar 2005 auf Platz 16 in den Französischen Alternative Charts ein. Mit Offensivschock und Vokuhila gelangen der Gruppe Szenehits. Das 2006 erschienene Album Clubber Lang war ihr bislang größter nationaler Erfolg (vier Wochen in den Deutschen Alternative Charts mit der Höchstplatzierung auf Rang 6).
Die Band wird mittlerweile durch Thomas Rauchenecker, Marwin Voß, Tomas Appelhoff, Jonathan Millat und Muck Kemmereit komplettiert.
Die Texte von Massiv in Mensch sind oftmals in deutscher Sprache gehalten. Zudem erkennt man häufig einen selbstironischen, humorvollen Hang und eine Liebe zur Heimatstadt Varel. So heißt es im von Ecki Stieg gesprochenen In Mensch: „Massiv in Mensch aus Varel, was immer das sein mag“. Die Band ist vor allen Dingen in Nordamerika sehr beliebt und kann dort hohe Verkaufszahlen aufweisen.
Nach zunächst eher regionaler Livepräsenz war die Band bereits drei Mal auf dem Wave-Gotik-Treffen in Leipzig (2000, 2005, 2012) und im Jahr 2000 auf dem Eurorock-Festival in Belgien vertreten. Hier spielte die Band u. a. zusammen mit namhaften Künstlern wie Marc Almond, Alphaville, Oomph! oder Apoptygma Berzerk. Ein Liveauftritt ganz besonderer Art fand am 6. November 2011 statt. Im Rahmen der Veranstaltung „Kunst hinter Gittern“ spielten Massiv in Mensch in der Justizvollzugsanstalt Oldenburg.
Zahlreiche Remixe für Bands der Elektronikszene sind ein weiteres Markenzeichen von Massiv in Mensch. Die Liste umfasst u. a. Welle:Erdball, Lord of the Lost, T.O.Y., Psyche, Kontrast oder das Deine Lakaien-Nebenprojekt Helium Vola. Auch Kooperationen mit anderen Bands und Künstlern sind bei Massiv in Mensch oft anzutreffen. So war Sängerin Anna-Maria Straatmann im Jahr 2006 Gastsängerin für Heimatærde auf deren Maxi Unter der Linden. Sven Enzelmann (ehemals Philtron) lieh seine Stimme für die U2-Coverversion des Titels Sunday, Bloody Sunday. 2008 erschien der Titel Supermassive Gravity in Zusammenarbeit mit der österreichischen Band mind.in.a.box als Download-Single und auf der Compilation Advanced Electronics Vol. 6. In der Kalenderwoche 02/2009 erreichte die Single in den DAC ihre Höchstplatzierung (11). Das Album Meanwhile back in the Jungle erschien am 18. November 2008. 2009 wurde das Remixalbum Hands on Massiv – The Remixes veröffentlicht.
Am 7. Dezember 2010 wurde „Niemand weiß, was die Zukunft bringt“, ein Zitat aus dem Techno-Song „Die Kybernauten“ von 1990, durch Artoffact und Advoxya Records veröffentlicht. Auf diesem Album hört man unter anderem die Stimme des Schauspielers und Synchronsprechers Reiner Schöne. 2012 erreichte die Coverversion des Gershon-Kingsley-Klassikers „Pop Corn“ Platz 7 in den DAC. Die Single konnte sich acht Wochen lang sowohl in den DAC als auch in den GEWC halten.
Nach dem im Jahr 2013 veröffentlichten Album The Cortex Zero Effect spielte die Band auf dem Resistanz-Festival in Sheffield sowie in Stockholm.
Im Jahr 2020 veröffentlichten Massiv in Mensch „Tanzmusik 2.0“ zusammen mit der Berliner Formation Patenbrigade: Wolff.
2021 feierten Massiv in Mensch ihr 25-jähriges Bandjubiläum. Aus diesem Anlass veröffentlichten sie am 20. August eine limitierte Best Of als Doppelvinyl sowie ihr aktuelles Studioalbum Türkis und Schwarz.
Zum Schlupf der Magicicada-Brood X im Jahr 2021 veröffentlichte die Band im Jahr 2022 ein diesbezügliches Stück nebst Musik-Video mit dem Kriminalbiologen Mark Benecke, das Platz 3 der German Electronic Web Charts (GEWC) erreichte.

## Trivia
Die Band Menschdefekt benannte sich nach dem gleichnamigen Album von „Massiv in Mensch“.

## Mitglieder
- Daniel Logemann – Gesang, Programming, Sampling, Keyboard
- Thomas Rauchenecker – Keyboard
- Dirk Brunken - DJ, Visualisation
- Rana Arborea - Gesang

## Ehemalige Mitglieder
- Anna-Maria Straatmann – Gesang (2004–2013)
- Sarah Folkens – Gesang (1998–2003)
- Holger Schuhmann – Gitarre (1999–2000)
- Sebastian Schollenberger – Keyboards (2004–2007)
- Mirco Osterthun – Co-Programming (1993–2013)
- Marwin Voß – Bass (2012–2018)
- Jonathan Millat - Gitarre (2013–2018)
- Tomas Appelhoff - Gesang, Mastering (2011–2024)
- Muck Kemmereit - Drums (2013–2022)
- M.A. Peel (mittlerweile Sängerin bei Welle: Erdball) – Gesang (2014–2016)

## Diskografie

### Alben
- 1999 – DJ Promo (Eigenvertrieb, vergriffen)
- 2000 – Belastendes Material (Wire Productions, Triton)
- 2001 – Belastendes Material (Artoffact Records, Re-Release für USA/Kanada)
- 2002 – Die Rein (Artoffact Records)
- 2004 – Menschdefekt (Artoffact Records, 2005 Endless Records/Alive)
- 2006 – Clubber Lang (Artoffact Records, Endless Records, Alive)
- 2008 – Meanwhile back in the Jungle (Artoffact Records, Caustic Records)
- 2009 – Hands on Massiv – The Remixes (Artoffact Records, Advoxya Records)
- 2010 – Niemand weiß, was die Zukunft bringt (Artoffact Records, Advoxya Records)
- 2011 – Hands on Massiv – The Remixes Vol. II (Artoffact Records, Advoxya Records)
- 2013 – The Cortex Zero Effect (Advoxya Records)
- 2013 – Hands on Massiv – The Remixes Vol. III (Advoxya Records)
- 2017 – Am Port der guten Hoffnung (Katyusha Records)
- 2019 – The Cortex Zero Effect (Remastered) (Katyusha Records)
- 2021 – Türkis und Schwarz (Katyusha Records)
- 2023 – H9 (Katyusha Records)

### EPs
- 2002 – Uturn – an Exploration in Trance (Artoffact Records)
- 2016 – From Hamburg With Love (Exclusive Release for Resistanz Festival)
- 2018 – Nordsjön (Katyusha Records)

### Singles (nur Download)
- 2006 – Dark Rave (Artoffact Records)
- 2006 – Klang der Unsterblichkeit (Artoffact Records)
- 2008 – Supermassive Gravity (featuring mind.in.a.box) (Artoffact Records)
- 2012 – Pop Corn/Tanzmusik (Artoffact Records)
- 2013 – The Way to Oblivion (Artoffact Records)
- 2018 – Verne (Ave Maria) (Katyusha Records)
- 2019 – Badminton (Katyusha Records)
- 2019 – Gonger (Radio Edit) (Katyusha Records)
- 2020 – Tanzmusik 2.0 (mit Patenbrigade: Wolff) (Katyusha Records)
- 2020 – Zero Gravity (Katyusha Records)
- 2020 – Gestrandet (Katyusha Records)
- 2021 – Monkey Islands (Jeff Johnsen Remix)
- 2022 – Magicicada feat. Mark Benecke (Katyusha Records)
- 2022 – Snow in Frisia (Katyusha Records)
- 2023 – Nordseesturm (Katyusha Records)
- 2024 – Lonesome Lighthouse (Katyusha Records)
- 2024 – Schlagdistanz (Katyusha Records)
- 2024 - Yearning (thefricolix:musix)
- 2025 - Procrastination (thefricolix:musix)
- 2025 - Vegas (thefricolix:musix)

### Vinyl
- 2013: Dark Rave 2013 (Advoxya Records)
- 2017: Hamburg/Monkey Islands (Flexi-Disc) (Katyusha Records)
- 2021: 1996–2021 – 25-Jahre-Best-Of (Katyusha Records)